# Pericoma slossonae
Pericoma slossonae är en tvåvingeart som först beskrevs av Samuel Wendell Williston  1893.  Pericoma slossonae ingår i släktet Pericoma och familjen fjärilsmyggor. Inga underarter finns listade i Catalogue of Life.